# Apiro
Apiro település Olaszországban, Marche régióban, Macerata megyében. Lakosainak száma 2035 fő (2023. január 1.). Apiro Cingoli, Cupramontana, Poggio San Vicino, San Severino Marche, Serra San Quirico, Staffolo és Matelica községekkel határos.

## Népesség
A település népességének változása:
| Lakosok száma | 2264 | 2234 | 2035 |
|               | 2017 | 2018 | 2023 |